# Етјен де Силует
Ет(и)јен де Силует (5. јул 1709) je био француски високи финансијски чиновник у време краља Луја XV. Родио се у Лиможу 1709, а умро у Бри-сир-Марну 1767. године. По њему се каже силует(а) за фигуру која се више наслућије него што се види.
У 18. веку, док је Француска била краљевина, Силует је постао главни управник државних финансија, али није ни слутио на који ће начин његово име остати овековечено не само у француском него и у многим другим језицима. 
Пошто је захваљујући распништву краља и његових миљеника дворска каса била скоро испражњена, Силует је одлучио да смањи многе плате и пензије и уведе већи порез на племићке поседе. То се никоме у тадашњем друштву није свидело, па су се грађани Француске светили тиме што су почели да носе одела по Силуету - једноставна и тесна, као да су кобајаги, осиромашили и омршавили од глади. Затим је грађански бунт настављен тако што су се појавиле људске прилике само назначене скицом по зидовима зграда са натписом да су то Силуетове жртве, које су се стањиле од глади. 
Етјен де Силует се убрзо након тога повукао са места главног финансијског чиновника, али је и дан данас по њему остао назива за силуету - предмет или прилику којој се виде само обриси, односно контуре.
Преводио на француски моралистичка дела Александра Поупа и дело Вилијама Варбуртона (William Warburton) Расправа о савезу религије, морала и политике, 1742.